# Андреа Тароцці
Андреа Тароцці (італ. Andrea Tarozzi, нар. 17 жовтня 1973, Сассо-Марконі) — італійський футболіст, що грав на позиції захисника. По завершенні ігрової кар'єри — тренер. З 2025 року входить до тренерського штабу клубу «Фіорентина».
Виступав, зокрема, за «Фіорентину», у складі якої став володарем Кубка Італії.

## Ігрова кар'єра
Народився 17 жовтня 1973 року в місті Сассо-Марконі. Вихованець юнацької команди «Болонья», а дебютував у першій команді в сезоні 1992/93 років, який завершився вильотом команди до Серії С1. Після цього Тароцці грав два сезони в третьому дивізіоні з командою, а потім був головним героєм подвійного підвищення «Болоньї» з С1 Серії до А з 1994 по 1996 рік. Надалі Андреа зіграв один сезон у вищому дивізіону з «Болонню» у сезоні 1996/97, який завершився на високому сьомому місці. Загалом Тароцці у рідному клубі провів шість сезонів, взявши участь у 119 матчах чемпіонату.
Своєю грою за цю команду привернув увагу представників тренерського штабу клубу «Фіорентина», до складу якого приєднався влітку 1997 року за 6,2 мільярди лір. Відіграв за «фіалок» наступні п'ять сезонів своєї ігрової кар'єри. За цей час виборов титул володаря Кубка Італії у 2001 році.
Влітку 2002 року, після вильоту «фіалок» до Серії B та банкрутства клубу, він, як і всі інші гравці клубу, став вільним агентом, і перейшов до «Тернани» з Серії B, де провів один сезон, після чого перейшовв іншу командк цього дивізіону, «Комо». У сезоні 2003/04 років «Комо» фінішувало у чемпіонаті на останньому місці і понизилось у класі, але Тароцці залишився у клубі і продовжив свою кар'єру в Серії C1. Згодом з 2004 по 2006 рік грав у складі «Падови».
Завершив ігрову кар'єру у команді «Сассуоло», за яку виступав протягом 2006—2008 років. Загалом за свою кар'єру він провів 109 матчів у Серії А, забивши один гол у домашньому переможному матчі «Фіорентини» над «Лечче» 30 квітня 2000 року, а також 109 матчів і один гол у Серії B.

## Кар'єра тренера
По завершенні кар'єри гравця залишився у «Сассуоло», де працював у структурі клубу, а 2011 року увійшов до тренерського штабу Фульвіо Пеа, де пропрацював з 2011 по 2012 рік. Згодом з Пеа також працював у штабах клубів «Падова» та «Юве Стабія».
Влітку 2014 року увійшов до тренерського штабу Роберто Д'Аверси у клубі «Віртус Ланчано». Пізніше із цим тренером працював і наступних клубах «Парма», «Сампдорія» та «Лечче».
23 грудня 2024 року його було призначено помічником Сальваторе Боккетті у «Монці», але вже у лютому увесь тренерський штаб було звільнено..
Влітку 2025 року увійшов до тренерського штабу Стефано Піолі у «Фіорентині».

## Титули і досягнення
- Володар Кубка Італії (1):

«Фіорентина»: 2000/01